# Alexandra Pretorius
Alexandra Pretorius (* 5. Januar 1996 in Calgary) ist eine ehemalige kanadische Skispringerin.

## Werdegang
Bei den kanadischen Meisterschaften am 31. März 2012 im Whistler Olympic Park wurde sie hinter Taylor Henrich und Nata De Leeuw Dritte.
Ihre ersten Podestplätze in internationalen Wettkämpfen hatte Alexandra Pretorius beim Sommerspringen des FIS Cups der Frauen auf der Villacher Alpenarena: Am 14. Juli 2012 wurde sie Dritte und am 15. Juli 2012 Zweite. Am 2./4. August 2012 sprang sie bei den US-amerikanischen Meisterschaften außer Konkurrenz (die US-amerikanischen Springerinnen nahmen später ebenfalls außer Konkurrenz an der kanadischen Meisterschaft teil). Sie gewann die Springen in Park City sowohl auf der HS-134- als auch auf der HS-100-Schanze.
Bei ihrem ersten Einsatz im Skisprung-Grand-Prix 2012 gewann sie das erste Saisonspringen am 14. August 2012 auf der Anlage Tremplin du Praz in Courchevel vor Daniela Iraschko. Der neu eingeführte Sommer-Grand-Prix 2012 der Frauen bestand aus vier Springen. Am 17. August 2012 auf der Adlerschanze in Hinterzarten belegte sie den neunten Platz, am 22. und 23. September 2012 in Almaty wurde sie jeweils Dritte. Im Gesamt-Grand-Prix 2012 belegte Alexandra Pretorius hinter Sara Takanashi den zweiten Platz.
Bei ihrem ersten Start in der Einzelkonkurrenz des Skisprung-Weltcups am 24. November 2012 in Lillehammer wurde sie wegen eines nicht den Regeln entsprechenden Anzuges disqualifiziert. Am 9. Dezember 2012 in Sotschi flog sie mit einem 15. Platz zum ersten Mal in die Punkte. Am 12. August 2013 stürzte Pretorius beim Training für den Sommer-Grand-Prix in Courchevel und erlitt eine Knieverletzung.
Nachdem sie erste Trainingssprünge absolviert hatte und für das kanadische Olympiaaufgebot für die Olympischen Winterspiele 2014 in Sotschi nominiert worden war, zog sie sich erneut eine Knieverletzung zu und konnte nicht an der Premiere des Damenskispringens teilnehmen.
Ende Oktober 2014 gab Pretorius ihr Karriereende bekannt und begründete dieses mit ihrer Verletzungsserie.

## Erfolge

### Grand-Prix-Siege im Einzel
| Nr. | Datum           | Ort          | Typ           |
| --- | --------------- | ------------ | ------------- |
| 01. | 15. August 2012 | Courchevel   | Normalschanze |
| 02. | 26. Juli 2013   | Hinterzarten | Normalschanze |

## Statistik

### Weltcup-Platzierungen
| Saison  | Platz | Punkte |
| ------- | ----- | ------ |
| 2012/13 | 26.   | 105    |

### Grand-Prix-Platzierungen
| Saison | Platz | Punkte |
| ------ | ----- | ------ |
| 2012   | 02.   | 249    |
| 2013   | 16.   | 100    |

### FIS-Cup-Platzierungen
| Saison  | Platz | Punkte |
| ------- | ----- | ------ |
| 2012/13 | 04.   | 140    |

## Privates
Alexandra Pretorius besuchte die National Sport School, eine High School in Calgary, Alberta.

## Weblink
- Alexandra Pretorius in der Datenbank des Internationalen Skiverbands (englisch)